# Nemotha mirabiliis
Nemotha mirabiliis är en bönsyrseart som beskrevs av Max Beier 1935. Nemotha mirabiliis ingår i släktet Nemotha och familjen Iridopterygidae. Inga underarter finns listade i Catalogue of Life.